# Трпањ
Трпањ је насељено место и седиште општине у Дубровачко-неретванској жупанији, Република Хрватска.

## Име
Постоје више теорија о настанку имена Трпањ. По свом положају смештено је између шкрапа и стена с једне и брда с друге стране попут сврдла, које Италијани зову траппано. Можда је име Трпња и грчког порекла у значењу срп, јер хриди које стршећи из мора заклањају његово пристаниште подсећају на срп.
Постоји и теорија да је име настало од глагола трпети, онда су становници овог мјеста још у првим његовим почецима морали трпети и зато што им природа није дала довољно плодне земље и простране равнице на којој би могли развити свој пољопривредни рад

## Географски положај
Трпањ лежи на северној обали полуострва Пељешца у подножју Острог Врха (312 м и брда Випера (итал. Monte Vipera) у народу познато као Змијско брдо (631 м, између којих се вијуга пут у унутрашњост полуострва. Место је свакодневно повезано трајектном линијом преко Неретванског канала са луком Плоче.
Трпањ има све карактеристике средоземне климе. Клима је блага: средња јануарска температура је 7,2ºC, а јулска 26,2ºC, са 2.589 сунчаних сати годишње.

## Историја
До територијалне реорганизације у Хрватској налазио се у саставу старе општине Дубровник.
Овај простор је било насељен од праисторије, тако да су на падинама брежуљка Градине који доминира пристаништем, нађени примерци праисторијске керамике ручне израде који, уз трагове Зидина које су се зидале само слагањем камена без повезивања малтером, указују да је ту било насеље градинског типа.
И на брежуљку св. Рока нађени су такође праисторијски трагови на којима је касније сазидана црква.
На трпањској обали римски освајачи затекли су насеље илирских Плерејаца на падинама Градине, а на врху тог брежуљка, у касној антици, у почетку 6. века, када Готи владају Далмацијом, Византијски цар Јустинијан води борбу за поновно освајање обале, те да би осигурао поморски пут уз обалу подиже низ утврђења као и трпањску Градину.
Трпањ има значајно место у историји хрватског народног препорода у Далмацији, јер је он био прво место у којем је хрватски језик службено стављен испред италијанског, и то одлуком којом трговачке књиге морају да се воде на хрватском језику.

## Становништво
На попису становништва 2011. године, општина Трпањ је имала 721 становника, од чега у самом Трпњу 598.

### Општина Трпањ
| Број становника по пописима | Број становника по пописима | Број становника по пописима | Број становника по пописима | Број становника по пописима | Број становника по пописима | Број становника по пописима | Број становника по пописима | Број становника по пописима | Број становника по пописима | Број становника по пописима | Број становника по пописима | Број становника по пописима | Број становника по пописима | Број становника по пописима | Број становника по пописима |
| --------------------------- | --------------------------- | --------------------------- | --------------------------- | --------------------------- | --------------------------- | --------------------------- | --------------------------- | --------------------------- | --------------------------- | --------------------------- | --------------------------- | --------------------------- | --------------------------- | --------------------------- | --------------------------- |
| 1857                        | 1869                        | 1880                        | 1890                        | 1900                        | 1910                        | 1921                        | 1931                        | 1948                        | 1953                        | 1961                        | 1971                        | 1981                        | 1991                        | 2001                        | 2011                        |
| 1.427                       | 1.450                       | 1.474                       | 1.476                       | 1.318                       | 1.275                       | 1.305                       | 1.281                       | 1.115                       | 1.151                       | 1.203                       | 1.090                       | 1.047                       | 871                         | 871                         | 721                         |

Напомена: Настала из старе општине Дубровник.

### Трпањ (насељено место)
| Број становника по пописима | Број становника по пописима | Број становника по пописима | Број становника по пописима | Број становника по пописима | Број становника по пописима | Број становника по пописима | Број становника по пописима | Број становника по пописима | Број становника по пописима | Број становника по пописима | Број становника по пописима | Број становника по пописима | Број становника по пописима | Број становника по пописима | Број становника по пописима |
| --------------------------- | --------------------------- | --------------------------- | --------------------------- | --------------------------- | --------------------------- | --------------------------- | --------------------------- | --------------------------- | --------------------------- | --------------------------- | --------------------------- | --------------------------- | --------------------------- | --------------------------- | --------------------------- |
| 1857                        | 1869                        | 1880                        | 1890                        | 1900                        | 1910                        | 1921                        | 1931                        | 1948                        | 1953                        | 1961                        | 1971                        | 1981                        | 1991                        | 2001                        | 2011                        |
| 696                         | 723                         | 769                         | 748                         | 717                         | 649                         | 645                         | 649                         | 582                         | 612                         | 652                         | 623                         | 676                         | 660                         | 707                         | 598                         |

### Попис1991.
На попису становништва 1991. године, насељено место Трпањ је имало 660 становника, следећег националног састава:
| Попис 1991.‍  | Попис 1991.‍  | Попис 1991.‍ | Попис 1991.‍ | Попис 1991.‍ |
| ------------ | ------------ | ----------- | ----------- | ----------- |
|              |              |             |             |             |
| Хрвати       | Хрвати       |             | 596         | 90,30%      |
| Муслимани    | Муслимани    |             | 14          | 2,12%       |
| Срби         | Срби         |             | 10          | 1,51%       |
| Југословени  | Југословени  |             | 4           | 0,60%       |
| Мађари       | Мађари       |             | 1           | 0,15%       |
| неопредељени | неопредељени |             | 23          | 3,48%       |
| непознато    | непознато    |             | 12          | 1,81%       |
| укупно: 660  |              |             |             |             |

## Привреда
Привреда је заснована на пољопривреди, виноградарству, рибарству и туризму. Ту су због благе климе повољни услови за вегетацију и пољопривредне културе, виноградарство и маслинарство. Карактеристично воће за ово подручје су бадеми, ораси, наранџе, мандарине, лимуни, смокве, нар, грожђе и киви.

## Културно историјски споменици
- Градина,
- Црква св. Петра и Павла (1657)
- Црква Госле од Кармела (1645)
- Црква св. Антуна (1695)
- Црква св, Рока (17. век)
- Црква св. Николе (1840)

## Празник места
Трпњем доминира кип Госпе Звијезде Мора подигнут на лукобрану испред луке — као завет морепловцима из Трпња који су пловили светским морима. На празник Велике Госпе 15. августа народне феште, становници Трпња и околине прелазе бродићима и чамцима до лукобрана, како би на мору присуствовали свечаној миси која се одржава испред кипа Госпе.

## Спорт
- НК Фараон основан 1919.
- ВК Трпањ